# Salesiane oblate del Sacro Cuore di Gesù
Le Salesiane Oblate del Sacro Cuore di Gesù sono un istituto religioso femminile di diritto pontificio: le suore di questa congregazione pospongono al loro nome la sigla S.O.S.C.

## Storia
La congregazione venne fondata l'8 dicembre 1933 a Bova Marina dal salesiano Giuseppe Cognata (1885-1972), vescovo di Bova.
L'istituto venne approvato come istituzione di diritto pontificio con decreto della Congregazione per i Religiosi del 16 gennaio 1962 e venne legalmente riconosciuto dallo Stato italiano il 26 dicembre successivo; ricevette il decreto di lode il 24 gennaio 1972; appartiene alla famiglia salesiana dal 24 dicembre 1983.

## Attività e diffusione
Le Salesiane si dedicano all'educazione cristiana della gioventù: gestiscono asili, scuole, oratori e laboratori.
Oltre che in Italia, sono presenti in Bolivia e Perù: la sede generalizia è a Tivoli.
Al 31 dicembre 2005 l'istituto contava 235 religiose in 66 case.